# Guo Shengkun
Guo Shengkun (en xinès  郭声琨) (octubre 1954), polític xinès, membre del 19è Politburó del Partit Comunista Xinès.

## Biografia
Va néixer l'octubre de 1954 a Xingguo, província de Jiangxi. Durant l'època de la Revolució Cultural va ser un dels "joves enviats" a una comuna agrícola de Wuliting a Xingguo (1973-1977).
Va estudiar a l'Institut de Metal·lúrgia a Ganzhou (1977-1979) i Mineria l'Institut de Metalurgia de Jiangjxi (actual Universitat de Ciència i Tecnologia de Jiangxi). A la Universitat Central de Tecnologia de Changsha a la província de Hunan, va estudiar un Master d'Enginyeria de Gestió (1994-1996). Té un doctorat en Enginyeria i en Administració d'Empreses per la Universitat de Ciència i Tecnologia de Pequín (2003-2007).
Va començar a treballar l'agost de 1973 i es va unir al Partit Comunista el desembre de 1974.

## Càrrecs ocupats
Inicialment (1979-1985) va ocupar càrrecs de caràcter tècnic al Ministeri d'Indústria Metal·lúrgica i a les empreses estatals com la "Xina National Nonferrous Metals Industry Corporation" (1985-1992), "Guixi Silver Mine" (1992-1993)," Xina National Nonferrous Metals Industry Corporation" de Nanchang (1993-1997). Posteriorment va ser subdirector general de la Corporació Nacional de Metalls no Ferrosos (1997-98), subdirector del Ministeri de Metalls no Ferrosos (1999-2000) i President del Consell de Supervisió de les grans empreses estatals claus sota el Consell d'Estat. Com a Director General de la corporació d'Alumini de la Xina -Chinalco-(2001-2004) va supervisar l'entrada a la Borsa de Nova York i a la Borsa de Hong Kong, de la filial d'aquesta companyia, Chalco.
Després de més de vint anys en llocs relacionats amb la indústria del metall en l'àmbit polític va passar a ser secretari adjunt del Partit i vicegovernador de la Regió Autònoma de Guangxi (Zhuang) (2008-2012).
El desembre de 2012 va succeir a Meng Jianzhu com a Ministre de Seguretat Pública, càrrec que va ocupar fins al novembre de 2017 quan el va succeir Zhao Kezhi.
Des del 2013 es Conseller d'Estat, i des del 2017 es secretari de la Comissió Central per Assumptes Polítics i Legals, del Partit Comunista de la Xina.
Des del 19è Congrés Nacional del Partit Comunista de la Xina (octubre 2017) forma part del Comitè Central, posició que ja havia ocupat com a suplent per primera vegada en el 16è Congrés del 2002 i el 17è i membre en el 18è.